# Баттиста ди Кампофрегозо Старший
Баттиста ди Кампофрегозо (итал. Battista Fregoso; Генуя, 1380 — Генуя, 20 июня 1442) — дож Генуэзской республики.

## Ранние годы
Баттиста был последним сыном дожа Пьетро Кампофрегозо и его второй жены Бенедетты Дориа. Брат Томмазо ди Кампофрегозо, который избирался дожем трижды. Когда его отец умер в 1404 году, Баттиста, вероятно, последовал с семьей в изгнание, а также занялся управлением коммерческими перевозками, особенно в восточной части генуэзской колонии Кипр.
Баттиста в 1411 году переехал ко двору антипапы Иоанна XXIII, участвовал несколько лет спустя вместе со своими братьями Томмазо и Орландо в неудавшемся перевороте в Генуе против губернатора Теодоро II Монферрата, а затем и против французского господства в Генуе. Арестованный вместе с Томмазо (Орландо погиб в бою), а затем изгнанный во Флоренцию, Баттиста завязал прекрасные отношения и альянсы с флорентийской знатью, а по истечении срока ссылки вернулся со своей семьей в Лигурию и поселился в крепости Кьявари. В 1413 году он участвовал в новом антифранцузском восстании во главе с его братом Томмазо ди Кампофрегозо, свергшем французское господство, а в 1415 году Томмазо был избран дожем.
По протекции брата Баттиста был назначен капитан-генералом Генуи и послан дожем в Виллафранки для разбирательства по факту убийства викария Ла-Специи маркиза Габриэле Маласпины. Кроме того, приблизительно в 1415-1416 годах он вместе с еще одним бартом Спинетой был отправлен в Кремолино, имение маркиза Томмазо Маласпины, который обвинялся в сговоре с противниками Кампофрегозо. В 1418 году Баттиста участвовал в еще одной карательной миссии против повстанцев в долине Скривии во главе с Терамо Адорно и будущим дожем Иснардо Гуарко, ставленником миланского герцога Висконти.
В 1420 году Баттиста получил от брата-дожа пост адмирала, и генуэзский флот из тринадцати галер под его командованием был отправлен в поддержку Людовика Анжуйского против королевы Джованны II Неаполитанской, однако беспорядки в Генуе, инициированные Висконти, заставили Баттисту вернуться в столицу. У Порто-Пизано, близ Ливорно, флот под командованием Баттисты был уничтожен каталонцами, союзниками Висконти, а сам Баттиста попал в плен.
После признания дожем Томмазо миланского господства и его отставки в 1421 году Баттиста вместе со своими братьями управлял различными территориями в приобретенной вотчине Сарцана, участвуя между 1425 и 1427 годами в ряде попыток Томмазо вернуться к власти в Генуе. Наконец, во многом благодаря помощи тестя Баттисты, синьора Лукки Паоло Гуиниджи (в 1420 году Баттиста женился на его дочери Иларии), Томмазо смог добиться своего и с победой вернуться в Геную в 1436 году.

## Измена, избрание дожем и последние годы
После второго избрания Томмазо на пост дожа Баттиста вновь получил от брата пост капитан-генерала Республики. Хронисты не объясняют, по каким причинам в этот период он стал сближаться с миланским герцогом Филиппо Мария Висконти, врагом своего брата, который все еще рассчитывал вернуть себе Геную. Не зная о предательстве со стороны брата, Томмазо в 1437 году поручил ему сформировать новую флотилию, чтобы отбыть в Неаполитанское королевство, но в последний момент отказался от его кандидатуры в пользу лейтенанта Джакомо Дориа.
Возможно, именно это решение дожа толкнуло Баттисту к попытке переворота. Утром 24 марта 1437 года, воспользовавшись тем, что дож покинул Дворец дожей для участия в религиозных торжествах по случаю Вербного воскресенья в кафедральном соборе Сан-Лоренцо, Баттиста прибыл во дворец и вынудил Совет старейшин признать его новым дожем. Его правление продлилось всего один день: Томмазо вернулся во дворец с отрядом и сместил брата-изменника
Вопреки мнению Совета республики, который требовал казни Баттисты по обвинению в измене и заговоре, Томмазо не только простил брата, но и неожиданно вернул ему командные должности. Однако новый бунт со стороны Баттисты заставил дожа лишить его постов и отправить в ссылку в Гави. В 1441 году Баттиста вновь попытался провести переворот при поддержке Висконти и семей Адорно и Гуарко, но вновь неудачно.
Ситуация, однако, кардинально изменилась в 1442 году, когда с подачи французов Висконти напал на владения Баттисты в Гави, и, что удивительно, дож Томмазо и его солдаты пришли ему на помощь. В конце концов Баттиста примирился с братом, а 20 июня 1442 года умер в Генуе. На его похороны дож потратил огромную сумму, что вызвало серьезные волнения среди населения Генуи. Тело Баттисты было погребено в церкви Сан-Франческо в квартале Кастеллетто.

## Личная жизнь
Баттиста был женат дважды: на Виоланте Спинола (дочери Опичино Спинола) и Иларии Гуиниджи (дочери синьора Лукки Паоло Гуиниджи и Иларии дель Карретто). У него было множество детей, среди которых два будущих дожа - Паоло и Пьетро - а также Агостино, Доменико, Томмазо, Пандольфо, Клеменца, Теодора и Баттистина.